# AEL FC Arena
L'AEL FC Arena és un estadi de futbol de Làrissa, Grècia, amb una capacitat actual de 17.118 seients. Des de la seva finalització el 2010 i durant 8 temporades, ha estat la seu de l'AΕL. El propietari del terreny és Gipedo Larissa AE.
L'estadi es va construir sobre un total de 144.000 metres quadrats al turó Mezourlo, districte de Neapolis, Làrissa. La construcció de l'estadi va començar el setembre de 2009 i es va acabar el novembre de 2010. Segons les categories d'estadi de la UEFA, l'AEL FC Arena està classificat com a categoria tres de quatre, (anomenada elit) en ordre ascendent.
L'aforament és de 16.118 places cobertes, amb possibilitat d'ampliar-se fins a 17.000. També inclou 38 llotges VIP, per a 12 espectadors cadascun. El complex de l'estadi, anomenat Crimson Park, inclou aparcaments per a 1.104 vehicles, espais comercials, una sala de cinema i un teatre a l'aire lliure amb capacitat per a 1.500 places, 12 pistes de tennis i es troba a prop del Neapolis Indoor Hall. El nou recinte esportiu té una ubicació ideal - pel que fa a la ubicació urbana - amb un accés just al sistema de transport i disposa d'una bona accessibilitat des de dues autopistes principals i proximitat al centre de la ciutat.
L'estadi es va inaugurar el 23 de novembre, seguit d'un concert de Filippos Pliatsikas (ell mateix fan de l'equip) i Dionysis Tsaknis.

## Història
El primer partit de futbol a l'AEL FC Arena va tenir lloc el 5 de desembre de 2010 en el marc del seu 13è partit de la Super League 2010–11, en el partit entre l'AEL FC i el PAOK FC, que va acabar amb un marcador d'1–2. El primer gol marcat al camp va arribar als 11', obra del futbolista xilè del PAOK, Pablo Contreras.